# Cagliari Calcio 1999-2000
Questa voce raccoglie le informazioni riguardanti il Cagliari Calcio nelle competizioni ufficiali della stagione 1999-2000.

## Stagione
Nella stagione 1999-2000 il Cagliari parte male collezionando subito tre sconfitte contro Lazio, Juventus e Perugia. Riesce ad ottenere i primi punti solo pareggiando con Venezia, Torino. Nella 5ª giornata il presidente Cellino esonera Tabarez e affida la panchina a Ulivieri, per lui un ritorno nella panchina del Cagliari, visto che aveva allenato i sardi dal 1984 al 1986. Il cambio di panchina non sortisce gli effetti sperati, i rossoblù pareggiano a San Siro contro il Milan ma poi vanno a perdere in casa contro l'Udinese (0-3). La squadra di Ulivieri non riesce mai ad esser competitiva nella lotta per la salvezza, rimanendo sempre nelle ultime posizioni e riuscendo a vincere la prima partita solo alla 16ª giornata (3-0) contro il Piacenza chiudendo poi il girone di andata con una sconfitta (2-1) contro l'Inter di Vieri e Baggio.
Nel girone di ritorno invece, il Cagliari parte bene riuscendo a pareggiare contro la Lazio, (che vincerà poi il campionato) e a Torino contro la Juventus e battendo al Sant'Elia il Perugia (2-1). Ma è un fuoco di paglia perché il Cagliari inizia ad alternare sonore sconfitte con qualche pareggio e che l'unica vittoria nel girone di ritorno arriva solo all'ottava giornata contro la Roma (1-0). 
I rossoblù chiudono il campionato al penultimo posto davanti solo al Piacenza e retrocedendo nella serie cadetta dopo solo due anni di permanenza in Serie A.
Diverso invece il cammino in Coppa Italia, dove il Cagliari riesce a raggiungere la semifinale del torneo eliminando nell'ordine Genoa e Parma e sconfiggendo nei quarti la Roma con il risultato di (1-0) in entrambe le partite sia all'andata che al ritorno. In semifinale si deve arrendere all'Inter, perdendo all'andata al Sant'Elia (3-1) ma riuscendo a sfiorare il colpaccio vincendo a Milano (2-1) con i goal di Sulcis e Corradi che purtroppo non bastano per pareggiare i conti e venendo così eliminati dalla competizione.

## Divise e sponsor
Lo sponsor tecnico della stagione fu per il secondo e ultimo anno l'italiana Biemme, che manetenne sostanzialmente invariati completi della stagione precedente a eccezione di dettagli che riguardavano il colletto le maniche e nella divisa da trasferta le spalle dei completi. Il main sponsor fu ancora Pecorino Sardo. La prima divisa, rimane dunque il classico completo a quarti rossoblù con l'introduzione di inserti a contrasto sulle maniche e l'introduzione (come negli altri due completi) del colletto chiuso con i laccetti. nella seconda divisa vengono introdotti dei dettagli blu sulle spalle, rimanendo similare a quella del precedente campionato.Stesso discorso per il terzo completo arancione, che differisce solo per alcuni dettagli da quello dell'anno precedente
| 1ª divisa | 1ª divisa retro | 2ª divisa | 3ª divisa | 3ª divisa retro |

## Rosa
| N. |                         | Ruolo | Calciatore              |
| -- | ----------------------- | ----- | ----------------------- |
| 1  | Italia (bandiera)       | P     | Alessio Scarpi          |
| 2  | Italia (bandiera)       | D     | Nicola Diliso           |
| 3  | Italia (bandiera)       | D     | Gianluca Grassadonia    |
| 4  | Italia (bandiera)       | D     | Matteo Villa (capitano) |
| 5  | Italia (bandiera)       | C     | Gianni Cavezzi          |
| 6  | Uruguay (bandiera)      | D     | Diego Luis López        |
| 7  | RD del Congo (bandiera) | A     | Jason Mayélé            |
| 8  | Italia (bandiera)       | C     | Tiziano De Patre        |
| 9  | Camerun (bandiera)      | A     | Patrick Mboma           |
| 10 | Uruguay (bandiera)      | C     | Fabián O'Neill          |
| 11 | Italia (bandiera)       | C     | Daniele Conti           |
| 12 | Italia (bandiera)       | P     | Maurizio Franzone       |
| 13 | Italia (bandiera)       | D     | Fabio Macellari         |
| 14 | Italia (bandiera)       | C     | Daniele Berretta        |
| 15 | Francia (bandiera)      | D     | Jonathan Zebina         |
| 18 | Uruguay (bandiera)      | C     | Nelson Abeijón          |

| N. |                     | Ruolo | Calciatore        |
| -- | ------------------- | ----- | ----------------- |
| 19 | Italia (bandiera)   | C     | Raffaele Ametrano |
| 20 | Italia (bandiera)   | C     | Giovanni Sulcis   |
| 21 | Italia (bandiera)   | A     | Bernardo Corradi  |
| 22 | Italia (bandiera)   | P     | Daniele Corsi     |
| 24 | Francia (bandiera)  | D     | François Modesto  |
| 25 | Francia (bandiera)  | C     | Moustapha Keita   |
| 26 | Italia (bandiera)   | A     | Emiliano Melis    |
| 27 | Italia (bandiera)   | C     | Davide Carrus     |
| 29 | Honduras (bandiera) | A     | David Suazo       |
| 30 | Belgio (bandiera)   | A     | Luís Oliveira     |
| 33 | Italia (bandiera)   | A     | Domenico Morfeo   |
| 35 | Italia (bandiera)   | A     | Andrea Pisanu     |
| 36 | Italia (bandiera)   | D     | Stefano Bianconi  |
|    | Italia (bandiera)   | C     | Giovanni Soro     |
|    | Italia (bandiera)   | C     | Andrea Capone     |

## Risultati

### Serie A

#### Girone di andata
| Arbitro: | Farina (Novi Ligure) |

|                                |           |             |
| Verón 5’ S. Inzaghi 64’ (rig.) | Marcatori | 78’ O'Neill |

| Arbitro: | Borriello (Mantova) |

|  |           |              |
|  | Marcatori | 63’ A. Conte |

| Arbitro: | Collina (Viareggio) |

|                                       |           |  |
| Nakata 16’ Materazzi 32’ A. Melli 38’ | Marcatori |  |

| Arbitro: | Braschi (Prato) |

|              |           |              |
| Berretta 35’ | Marcatori | 3’ Valtolina |

| Arbitro: | Paparesta (Bari) |

|          |           |                     |
| Mboma 7’ | Marcatori | 52’ (rig.) Ferrante |

| Arbitro: | De Santis (Tivoli) |

|                                  |           |                           |
| Ševčenko 10’ (rig.) Bierhoff 79’ | Marcatori | 7’ D. Morfeo 37’ Berretta |

| Arbitro: | Bonfrisco (Monza) |

|  |           |                               |
|  | Marcatori | 5’ van der Vegt 8’, 63’ Muzzi |

| Arbitro: | Trentalange (Torino) |

|                      |           |                               |
| Montella 2’ Zago 40’ | Marcatori | 15’ Oliveira 85’ (rig.) Mboma |

| Arbitro: | Borriello (Mantova) |

|                  |           |              |
| Mboma 54’ (rig.) | Marcatori | 10’ Di Livio |

| Arbitro: | Messina (Bergamo) |

|                                    |           |           |
| Crespo 58’ (rig.) Di Vaio 59’, 84’ | Marcatori | 56’ Mboma |

| Arbitro: | Cesari (Genova) |

|                            |           |                                  |
| Macellari 16’ Berretta 23’ | Marcatori | 25’, 43’ Osmanovski 86’ Olivares |

| Arbitro: | Serena (Bassano del Grappa) |

|                           |           |  |
| Aglietti 34’ Adaílton 36’ | Marcatori |  |

| Arbitro: | Pellegrino (Barcellona Pozzo di Gotto) |

|            |           |            |
| Kallon 58’ | Marcatori | 42’ Mayélé |

| Cagliari 19 dicembre 1999 14ª giornata | Cagliari           | 0 – 0 referto | Lecce | Stadio Sant'Elia\| Arbitro: \| De Santis (Tivoli) \| |
| Arbitro:                               | De Santis (Tivoli) |               |       |                                                      |

| Arbitro: | Paparesta (Bari) |

|                  |           |  |
| K. Andersson 28’ | Marcatori |  |

| Arbitro: | P. Rossi (Ciampino) |

|                                 |           |  |
| Oliveira 48’ Mboma 90+3’, 90+4’ | Marcatori |  |

| Arbitro: | Collina (Viareggio) |

|                      |           |              |
| Šimić 3’ Moriero 82’ | Marcatori | 17’ Oliveira |

#### Girone di ritorno
| Cagliari 22 gennaio 2000 18ª giornata | Cagliari             | 0 – 0 referto | Lazio | Stadio Sant'Elia\| Arbitro: \| Farina (Novi Ligure) \| |
| Arbitro:                              | Farina (Novi Ligure) |               |       |                                                        |

| Arbitro: | Treossi (Forlì) |

|               |           |            |
| F. Inzaghi 1’ | Marcatori | 14’ Sulcis |

| Arbitro: | Rosetti (Torino) |

|                   |           |                       |
| Berretta 34’, 44’ | Marcatori | 31’ (rig.) N. Amoruso |

| Arbitro: | Rodomonti (Teramo) |

|                                    |           |  |
| Ganz 47’ (rig.), 56’ Orlandini 89’ | Marcatori |  |

| Arbitro: | Bolognino (Milano) |

|              |           |                    |
| Ferrante 44’ | Marcatori | 19’ (rig.) O'Neill |

| Cagliari 27 febbraio 2000 23ª giornata | Cagliari        | 0 – 0 referto | Milan | Stadio Sant'Elia\| Arbitro: \| Cesari (Genova) \| |
| Arbitro:                               | Cesari (Genova) |               |       |                                                   |

| Arbitro: | Rosetti (Torino) |

|                                                               |           |                            |
| Margiotta 27’ Jørgensen 45+1’ Fiore 74’ (rig.), 82’ Muzzi 76’ | Marcatori | 48’ Oliveira 68’ Macellari |

| Arbitro: | Paparesta (Bari) |

|           |           |  |
| Mboma 44’ | Marcatori |  |

| Arbitro: | De Santis (Tivoli) |

|                             |           |  |
| Batistuta 17’ Mijatović 60’ | Marcatori |  |

| Arbitro: | Treossi (Forlì) |

|                           |           |                                   |
| Berretta 52’ De Patre 63’ | Marcatori | 3’ Fuser 4’ M. Amoroso 81’ Stanić |

| Arbitro: | Bolognino (Milano) |

|                         |           |  |
| D. Andersson 22’ (rig.) | Marcatori |  |

| Arbitro: | Branzoni (Pavia) |

|  |           |             |
|  | Marcatori | 37’ Falsini |

| Arbitro: | Bolognino (Milano) |

|  |           |           |
|  | Marcatori | 44’ Cozza |

| Arbitro: | Serena (Bassano del Grappa) |

|                    |           |              |
| C. Bonomi 13’, 51’ | Marcatori | 90’ D. Conti |

| Arbitro: | Gabriele (Frosinone) |

|                                       |           |                           |
| Mboma 25’ (rig.) Dal Canto 39’ (aut.) | Marcatori | 16’ Paramatti 68’ Signori |

| Arbitro: | Serena (Bassano del Grappa) |

|                  |           |          |
| Villa 14’ (aut.) | Marcatori | 9’ Suazo |

| Arbitro: | Racalbuto (Gallarate) |

|  |           |                                   |
|  | Marcatori | 76’ (rig.) R. Baggio 89’ Zamorano |

### Coppa Italia
| Arbitro: | De Santis (Tivoli) |

|                             |           |               |
| Oliveira 37’ Mboma 74’, 80’ | Marcatori | 82’ Francioso |

| Arbitro: | Messina (Bergamo) |

|             |           |                                        |
| Manetti 69’ | Marcatori | 10’, 61’ Mboma 78’ O'Neill 82’ Corradi |

| Arbitro: | Cosimo Bolognino (Milano) |

|                  |           |  |
| Mboma 75’ (rig.) | Marcatori |  |

| Arbitro: | Bolognino (Milano) |

|                         |           |                       |
| Benarrivo 11’ Walem 64’ | Marcatori | 33’ Mboma 42’ O'Neill |

| Arbitro: | Preschern (Mestre) |

|  |           |              |
|  | Marcatori | 23’ Oliveira |

| Arbitro: | Messina (Bergamo) |

|             |           |  |
| O'Neill 80’ | Marcatori |  |

| Arbitro: | Trentalange (Torino) |

|             |           |                         |
| Modesto 57’ | Marcatori | 48’ Mutu 60’, 90’ Vieri |

| Arbitro: | Serena (Bassano del Grappa) |

|              |           |                        |
| Zamorano 11’ | Marcatori | 21’ Sulcis 27’ Corradi |

## Statistiche

### Statistiche di squadra
| Competizione | Punti | In casa | In casa | In casa | In casa | In casa | In casa | In trasferta | In trasferta | In trasferta | In trasferta | In trasferta | In trasferta | Totale | Totale | Totale | Totale | Totale | Totale |
| Competizione | Punti | G       | V       | N       | P       | Gf      | Gs      | G            | V            | N            | P            | Gf           | Gs           | G      | V      | N      | P      | Gf     | Gs     |
| ------------ | ----- | ------- | ------- | ------- | ------- | ------- | ------- | ------------ | ------------ | ------------ | ------------ | ------------ | ------------ | ------ | ------ | ------ | ------ | ------ | ------ |
| Serie A      | 22    | 17      | 3       | 7       | 7       | 15      | 20      | 17           | 0            | 6            | 11           | 14           | 34           | 34     | 3      | 13     | 18     | 29     | 54     |
| Coppa Italia | -     | 4       | 3       | 0       | 1       | 6       | 4       | 4            | 3            | 1            | 0            | 9            | 4            | 8      | 6      | 1      | 1      | 15     | 8      |
| Totale       | -     | 21      | 6       | 7       | 8       | 21      | 24      | 21           | 3            | 7            | 11           | 23           | 38           | 42     | 9      | 14     | 19     | 44     | 62     |